# Орланюк-Малицкая, Лариса Алексеевна
Лариса Алексеевна Орланюк-Малицкая (до замужества Топоркова, род. 1949) — советский и российский учёный, профессор, доктор экономических наук.
Автор ряда работ на тему страхования.

## Биография
Родилась 31 января 1949 года в Костроме.
В 1966 году окончила среднюю школу в городе Краснослободске Мордовской АССР с золотой медалью. В 1970 году окончила финансово-экономический факультет Московского финансового института (МФИ, ныне Финансовый университет при Правительстве Российской Федерации) по специальности «Финансы и кредит», получив диплом с отличием, и была распределена в Краснодарское краевое управление Госстраха на должность старшего ревизора. В 1972 году была переведена в Пермский финансовый техникум преподавателем страховых дисциплин.
С 1976 по 1979 год училась в аспирантуре МФИ по кафедре «Финансы», которую окончила с защитой диссертации на тему «Хозяйственный расчет в органах государственного страхования». После этого работала в должности старшего консультанта планово-экономического отдела Главного управления Госстраха СССР. В 1980 году вернулась в МФИ на кафедру «Финансы».
В 1992 году поступила в очную докторантуру Финансовой академии, и в 1995 году окончила её с защитой докторской диссертации на тему «Проблемы финансовой устойчивости страховых организаций». С 1995 года Лариса Алексеевна работает в Финансовом университете на кафедре «Страховое дело» в должности профессора (с 1994 года), заведовала кафедрой (в настоящее время — зам.зав.кафедрой), преподает страховые дисциплины.
Лариса Алексеевна является признанным ученым в области страхования, руководитель Научной школы «Страхование» в Финансовом университете. Член Президиума Всероссийского научного страхового общества. Является разработчиком структуры базовых программ отечественного высшего образования в области страхования, автором ряда концепций и проектов развития российского страхового рынка, статей, монографических, справочных и учебных изданий в области страхования. Входит в межведомственную рабочую группу по нормативно-правовому регулированию страховой деятельности.

## Заслуги
- Лауреат Российской общественной премии в области страхования «Золотая саламандра» (2007, за личный вклад в развитие науки и подготовку кадров в страховании).
- «Почётный работник высшего профессионального образования Российской Федерации» (2001), нагрудный знак «Почетный работник Финансовой академии» (2009).
- Награждена медалью «В память 850-летия Москвы» (1997).
- Действительный член Академии экономических наук и предпринимательской деятельности с 1999 года.